# Octavio Lepage Barreto
Pour les articles homonymes, voir Barreto.
Octavio Lepage Barreto, né le 24 novembre 1923 à Santa Rosa dans l'État d'Anzoátegui et mort le 6 janvier 2017 à Caracas, est un homme d'État vénézuélien, président de la République par intérim du 21 mai au 5 juin 1993.